# Prionocera dimidiata
Prionocera dimidiata är en tvåvingeart som först beskrevs av Friedrich Hermann Loew 1866.  Prionocera dimidiata ingår i släktet Prionocera och familjen storharkrankar. Inga underarter finns listade i Catalogue of Life.